# Adolphe Monticelli
Adolphe Monticelli (Marselha, 14 de outubro de 1824 – Marselha, 29 de junho de 1886) foi um pintor francês da geração anterior aos impressionistas.

## Vida

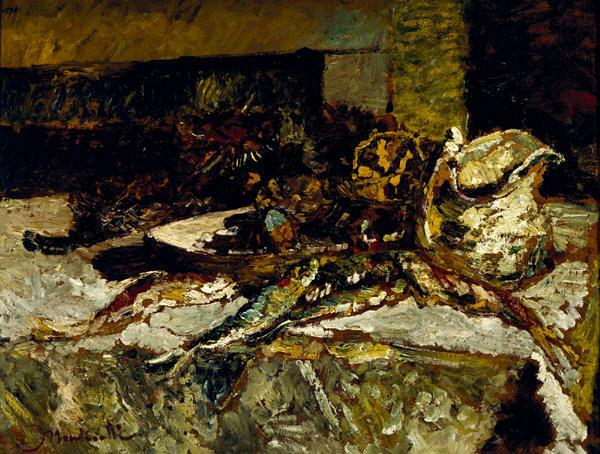
Natureza morta com sardinhas e ouriços do mar, 1880-1882, Museu de Arte de Dallas

Monticelli nasceu em Marselha em circunstâncias humildes. Ele frequentou a École Municipale de Dessin em Marselha de 1842 a 1846, e continuou sua formação artística em Paris, onde estudou com Paul Delaroche na École des Beaux-Arts. Em Paris, ele fez cópias dos Velhos Mestres no Louvre e admirou os esboços a óleo de Eugène Delacroix. Em 1855 ele conheceu Narcisse Diaz, um membro da escola de Barbizon, e os dois freqüentemente pintavam juntos na Floresta de Fontainebleau. Monticelli freqüentemente adotou a prática de Diaz de introduzir nus ou figuras em trajes elegantes em suas paisagens.
Ele desenvolveu um estilo de pintura romântico altamente individual, no qual superfícies ricamente coloridas, salpicadas, 

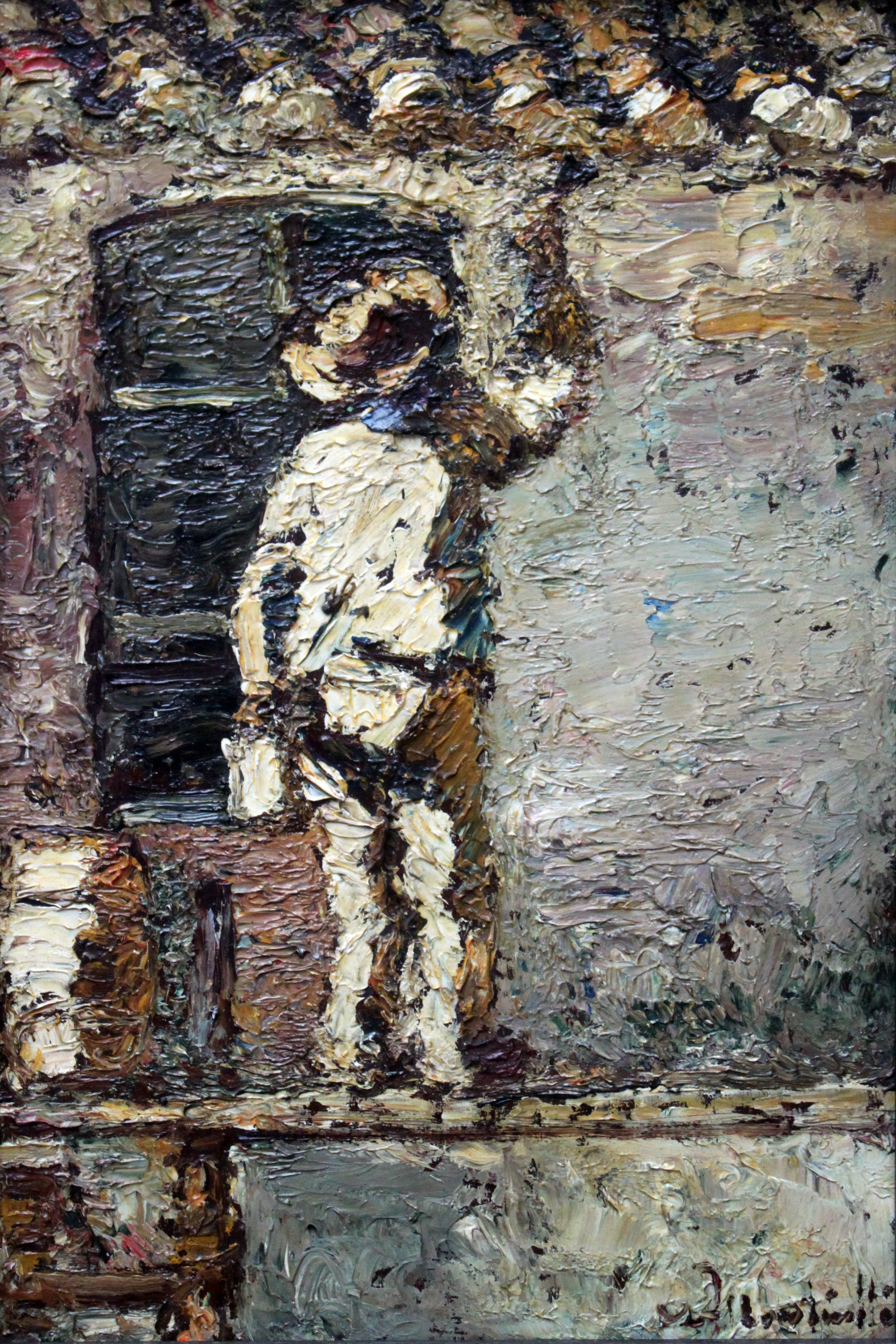
Um pintor trabalhando na parede de uma casa, 1875, Städel

texturizadas e vidradas produzem um efeito cintilante. Ele pintou temas da corte inspirados em Antoine Watteau; ele também pintou naturezas mortas, retratos e temas orientalistas que devem muito ao exemplo de Delacroix.
Depois de 1870, Monticelli voltou a Marselha, onde viveria na pobreza apesar de uma produção prolífica, vendendo suas pinturas por pequenas quantias. Um homem não mundano, ele se dedicou totalmente à sua arte.
O jovem Paul Cézanne tornou-se amigo de Monticelli na década de 1860, e a influência do trabalho do pintor mais velho pode ser vista na obra de Cézanne daquela década. Entre 1878 e 1884, os dois artistas frequentemente pintaram paisagens juntos, passando uma vez por mês vagando pelo interior de Aix. Embora Monticelli tenha feito uma breve experiência, por volta de 1870, com um tratamento da luz refletindo as descobertas dos impressionistas, ele achou a objetividade dessa abordagem incompatível.
Confrontado com as críticas ao seu estilo de pintura, o próprio Monticelli afirmou: "Eu pinto daqui a trinta anos". Seu trabalho atingiu sua maior espontaneidade na década antes de sua morte em 1886.

## Galeria

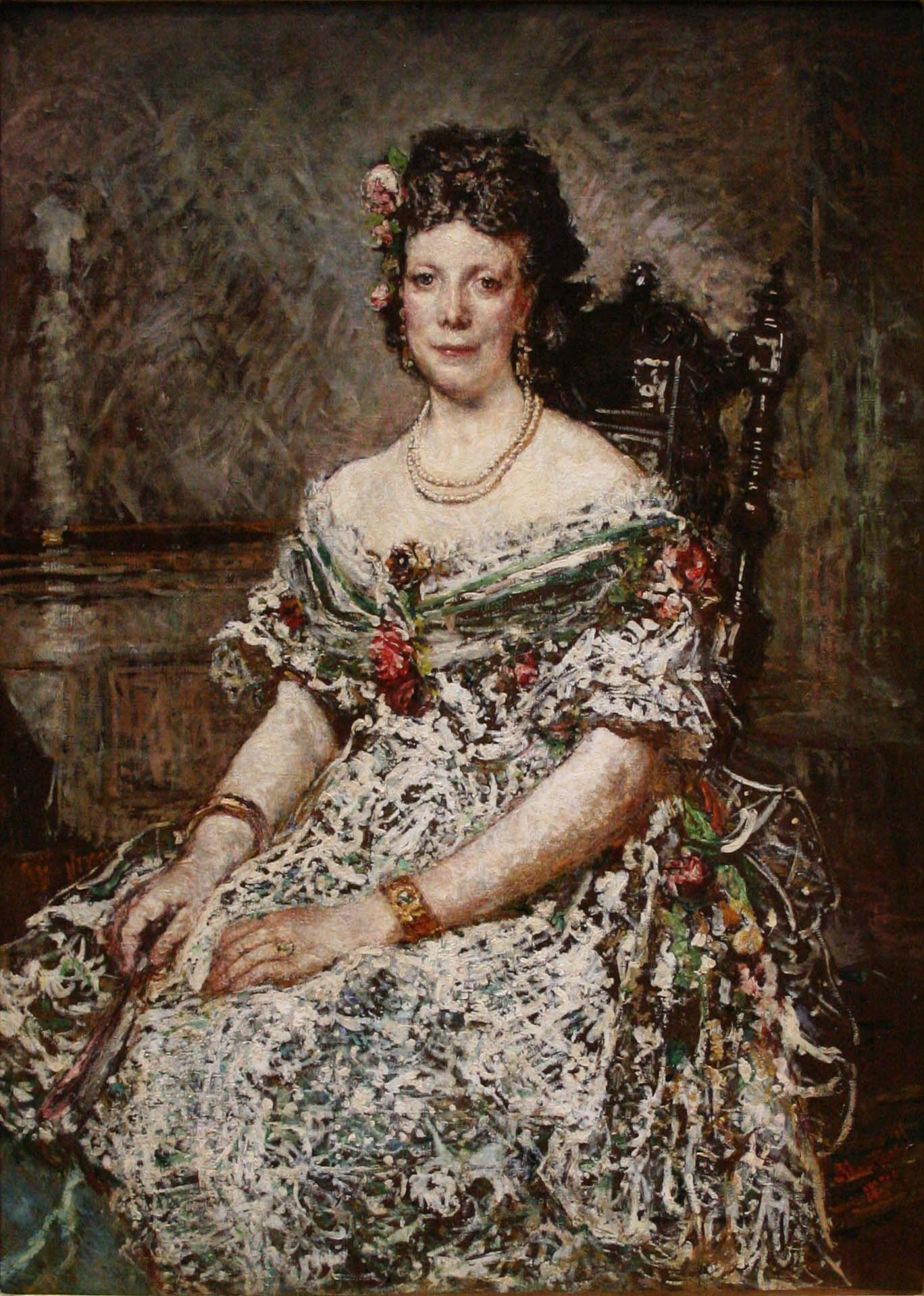
Retrato de Madame Pascal, 1871
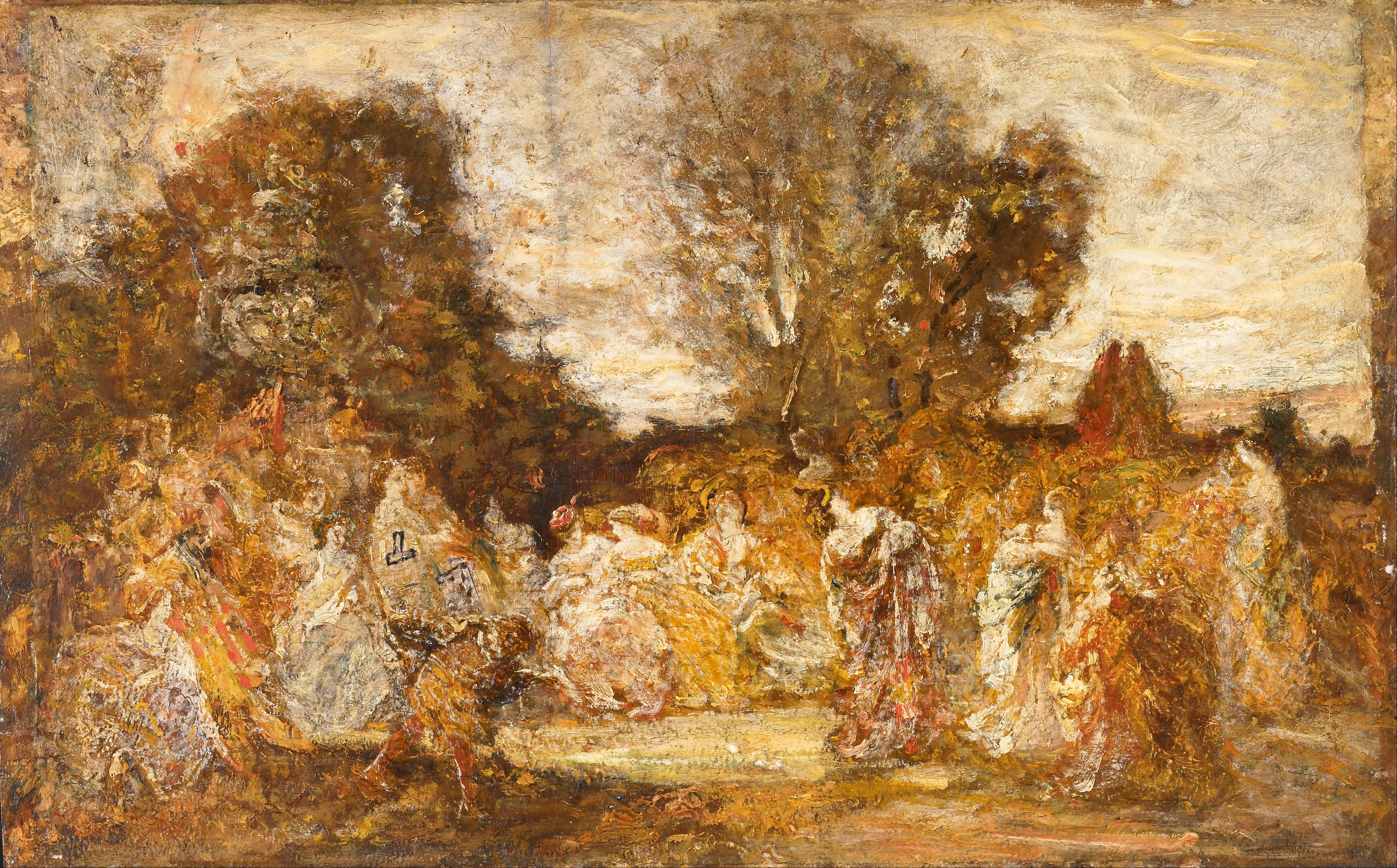
Jovens no Jardim, 1870
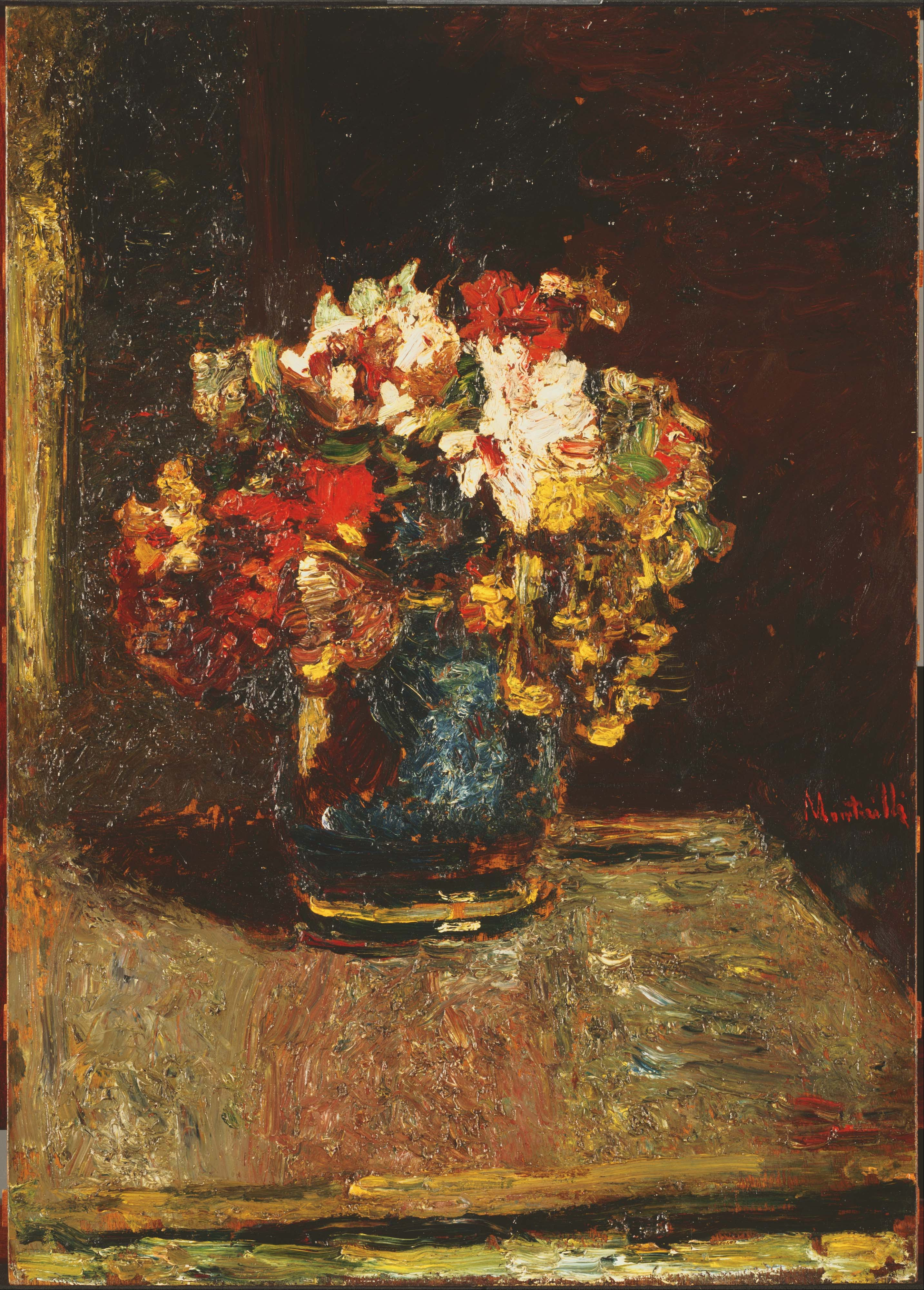
Bouquet, c. 1875
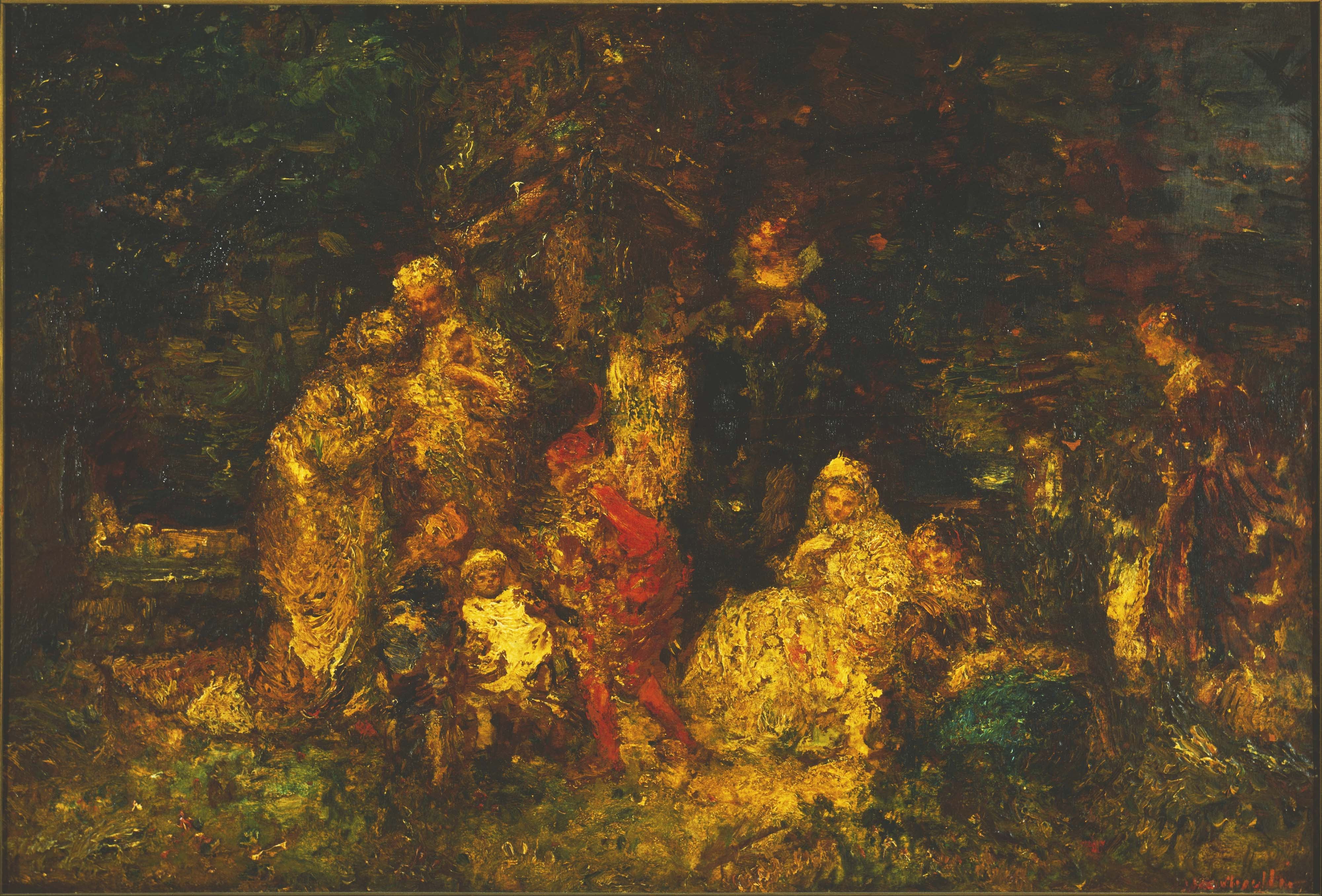
Como você gosta
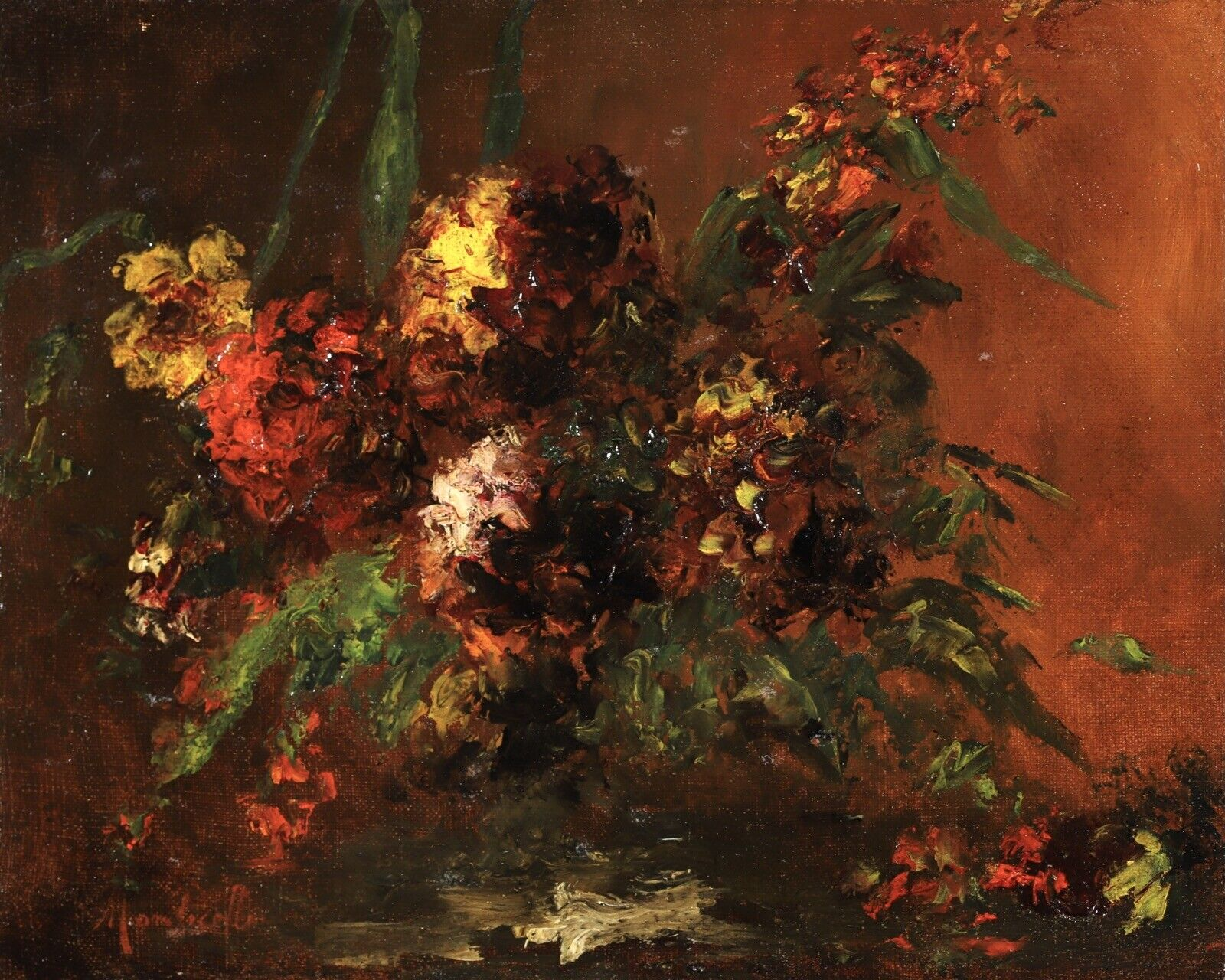
Flor ainda vida, 1874
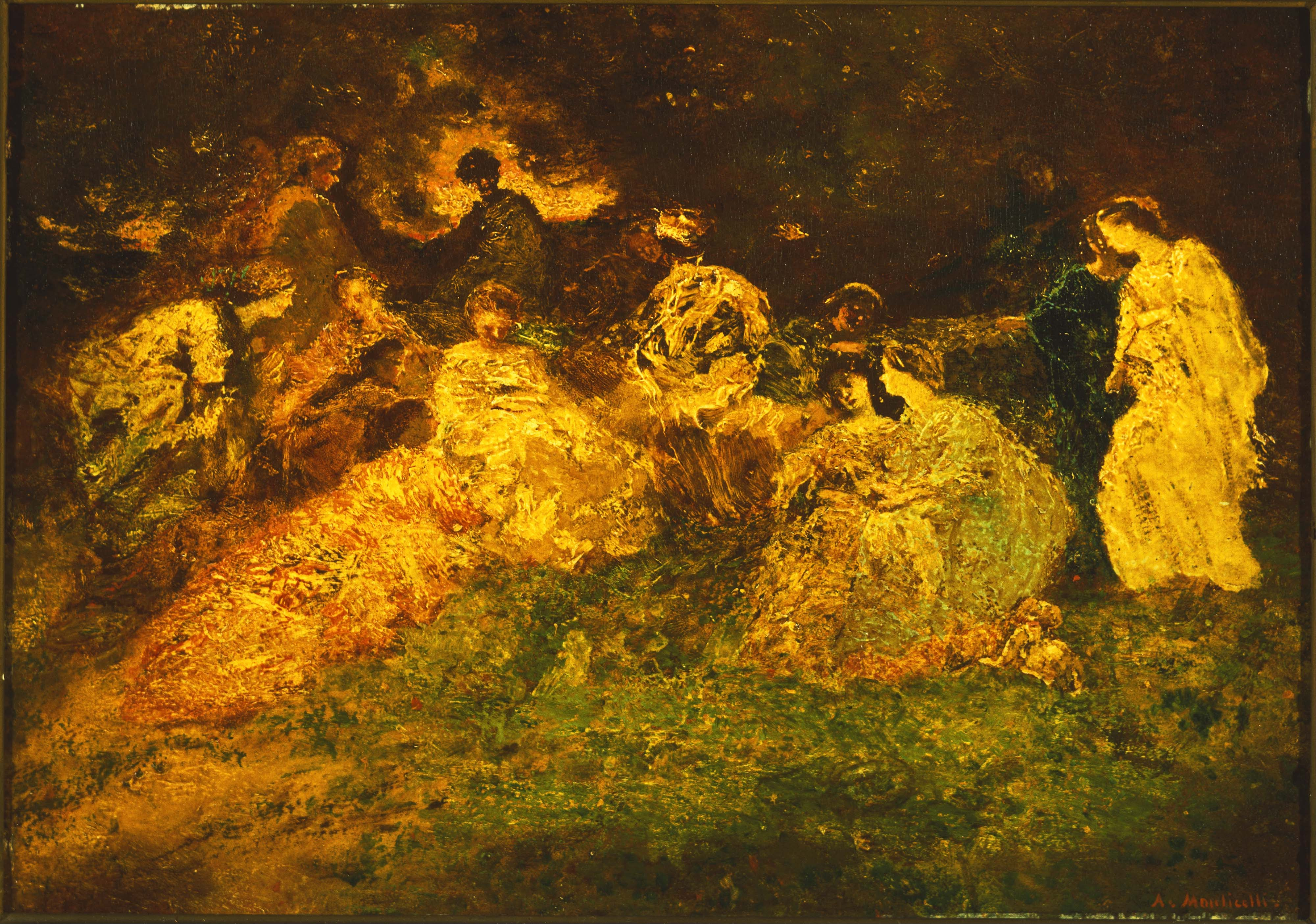
Fete Champetre
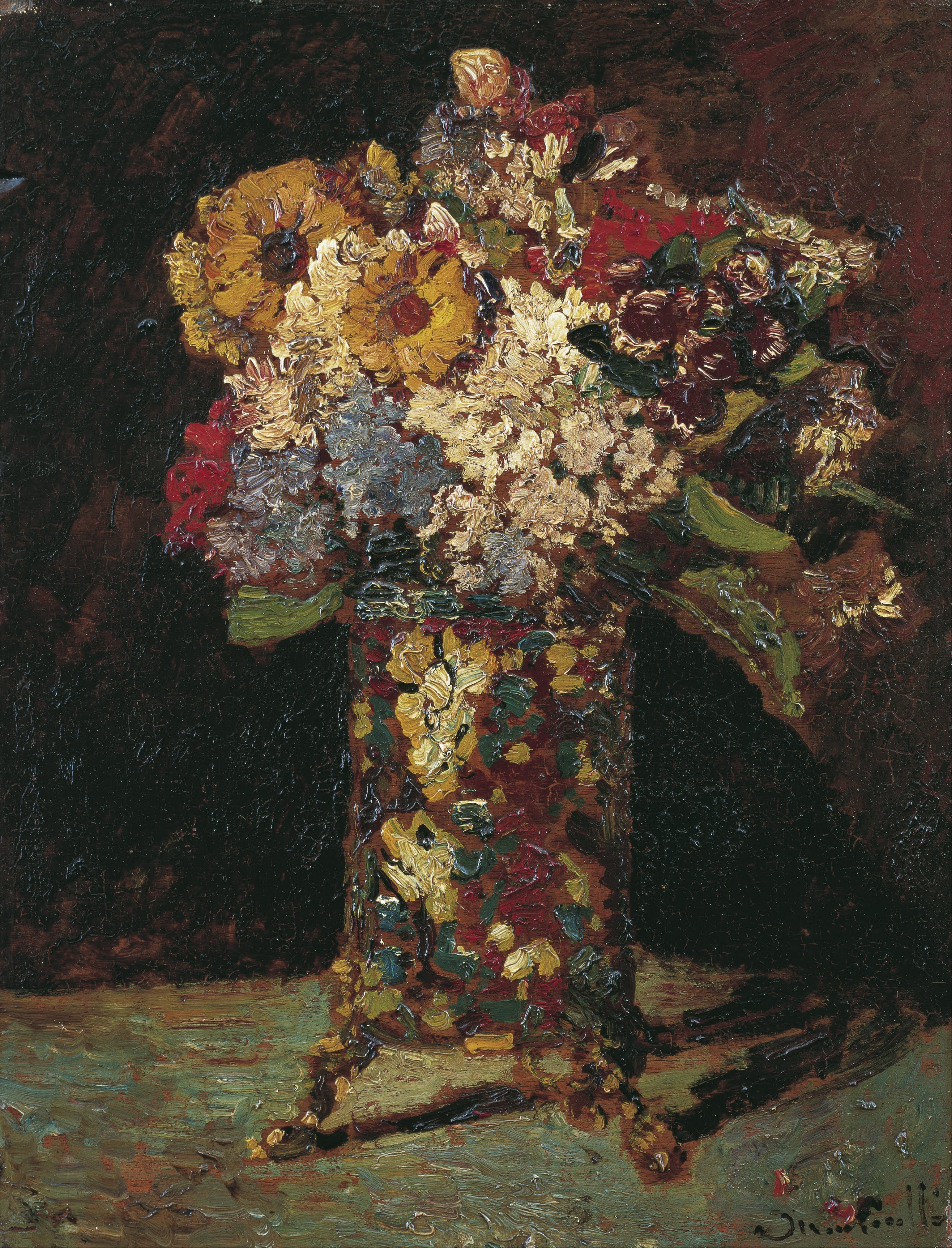
Flor ainda vida, 1875
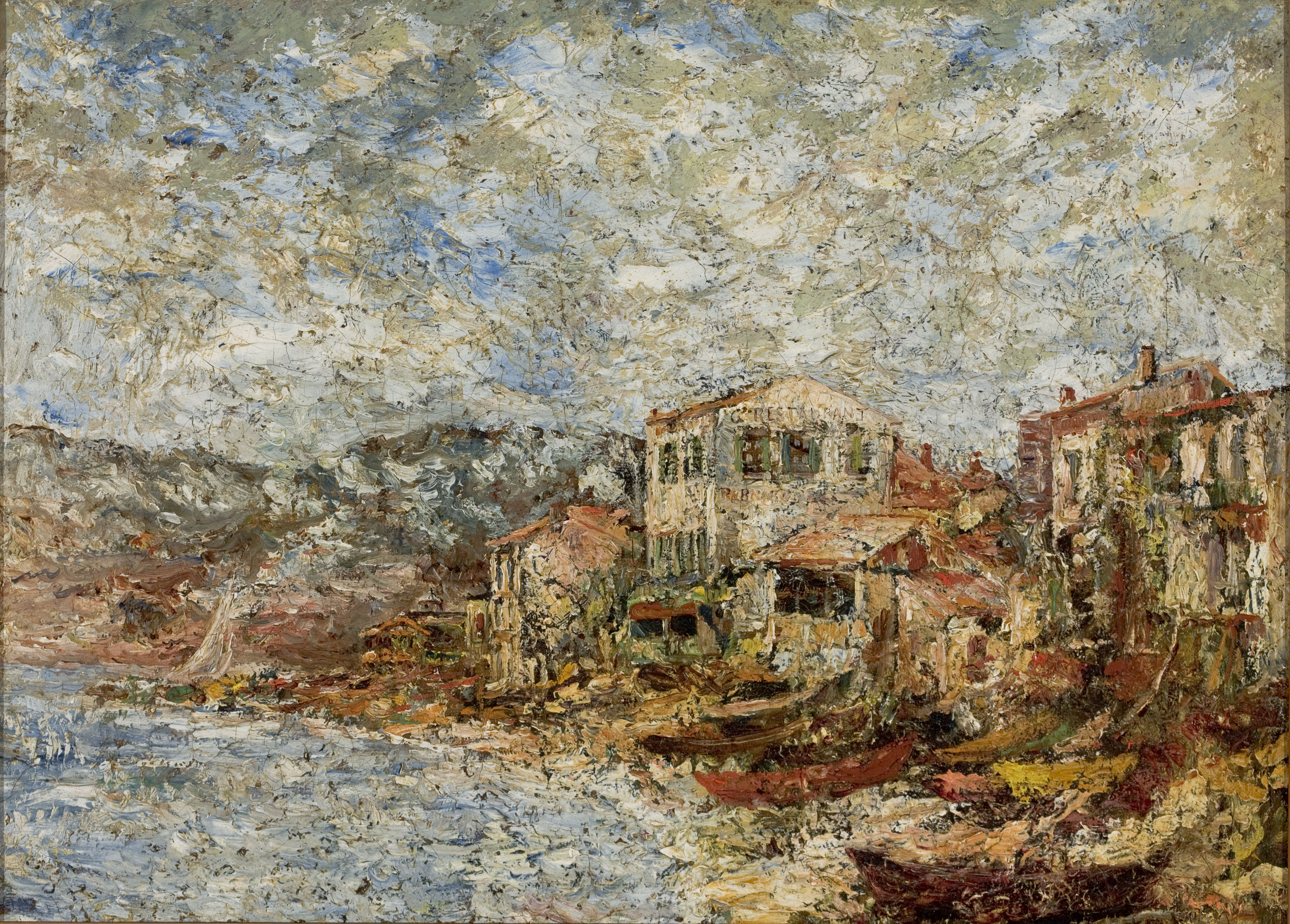
Paisagem próximo a Marseille, 1880, Museu de Arte de São Paulo
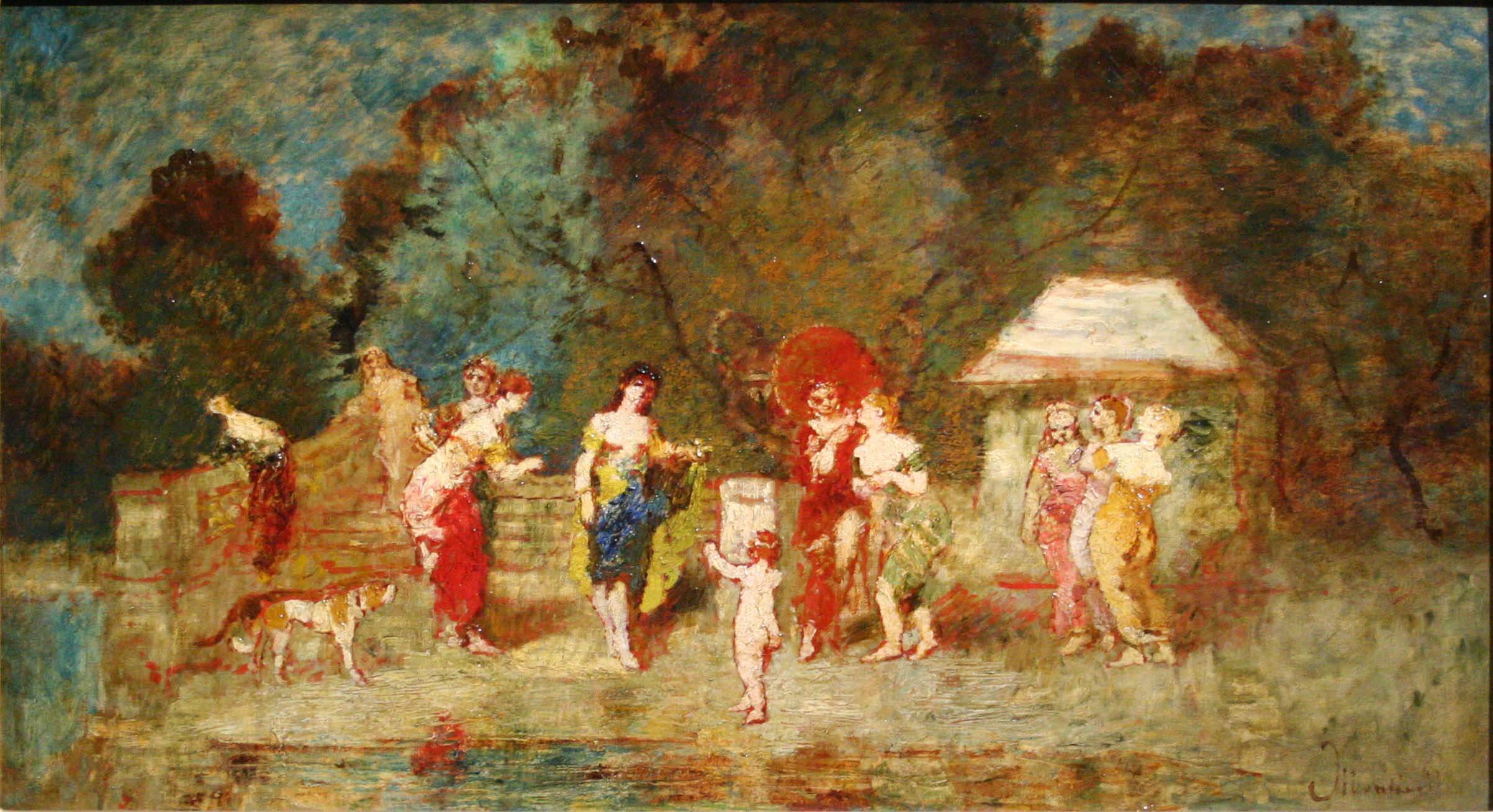
Scène de parc, femmes, enfants et chiens